# دولت وحدت ملی (مجارستان)
دولت وحدت ملی (مجارستانی: Nemzeti Összefogás Kormánya) در زمان اشغال مجارستان توسط آلمان نازی بین اکتبر ۱۹۴۴ تا مه ۱۹۴۵ وجود داشت. این دولت در ۱۶ اکتبر ۱۹۴۴ پس از برکناری نایب‌السلطنه میکلوش هورتی در عملیات "پانزرفاست" ("Panzerfaust") توسط حزب نازی ناز ایجاد شد. فرنتس سالاشی، رهبر حزب صلیب پیکان، نخست‌وزیر و به عنوان «رهبر ملت»، رئیس دولت شد. در دوران کوتاه حکومت، ده تا پانزده هزار یهودی در مجارستان کشته شدند

## نگارخانه

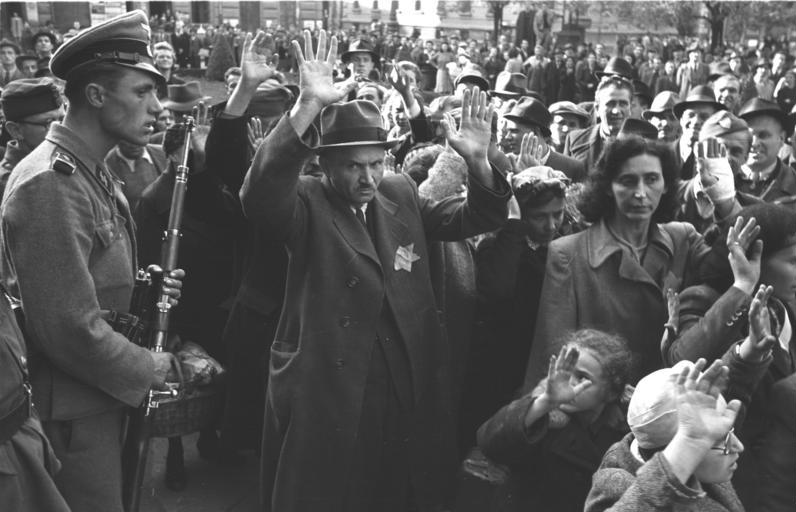
جمع‌آوری یهودیان در بوداپست، اکتبر ۱۹۴۴
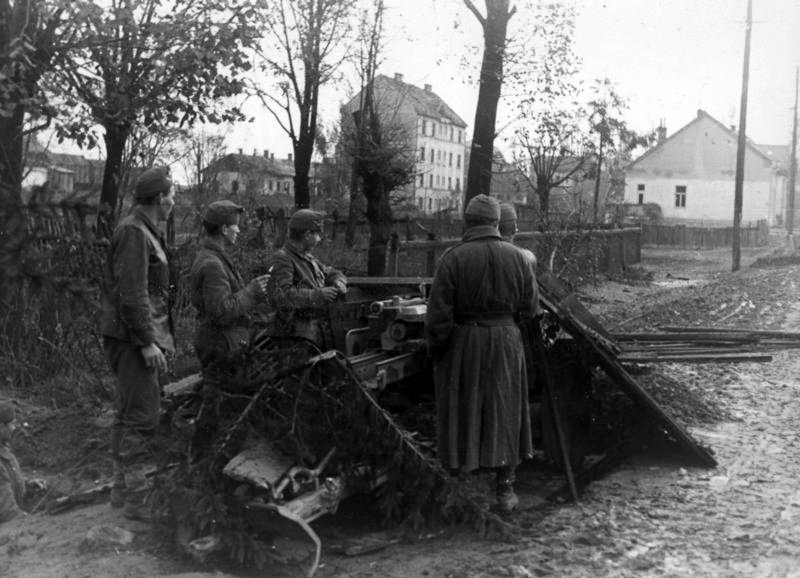
نیروهای مجارستانی در حومه بوداپست، نوامبر ۱۹۴۴، اسلحه ضد تانک ۷٫۵ سانتی‌متری پاک ۴۰ را به کار گرفتند
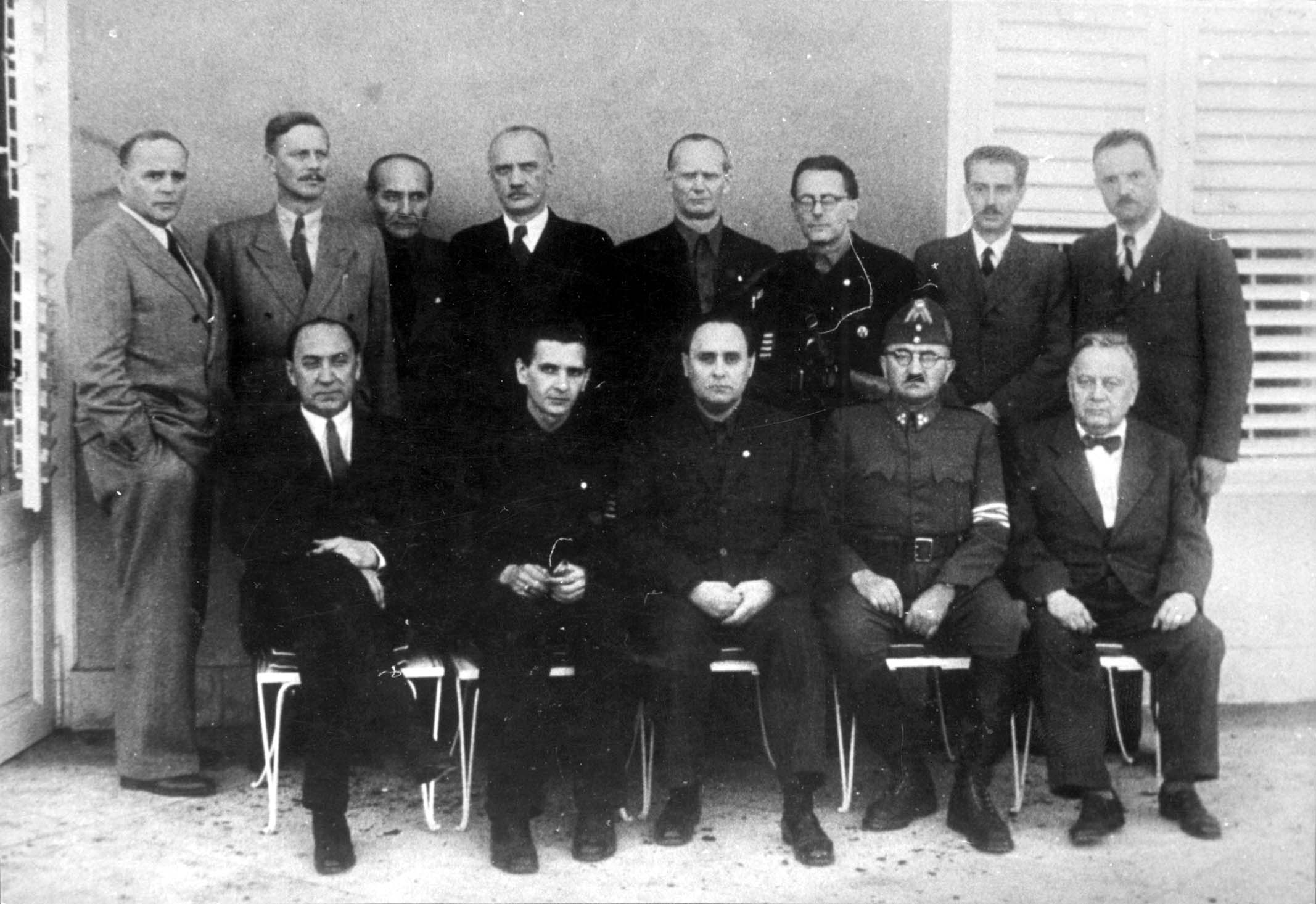
سلاسی (نشسته، مرکز) و وزیرانش